# Frankie Banali
Frankie Banali est un musicien américain né le 14 novembre 1951 dans le Queens à New-York City et mort le jeudi 20 août 2020 à Los Angeles des suites d'un cancer du pancréas. En parallèle à une prolifique carrière de musicien de studio, Frankie Banali fut dès le début des années 1980 le batteur de Quiet Riot, groupe de hard-rock américain qui en publiant en 1983 l'album Metal Health est à l'origine de la vague hair metal qui ne s'éteindra qu'en 1991 remplacée par la vague grunge.

## Biographie

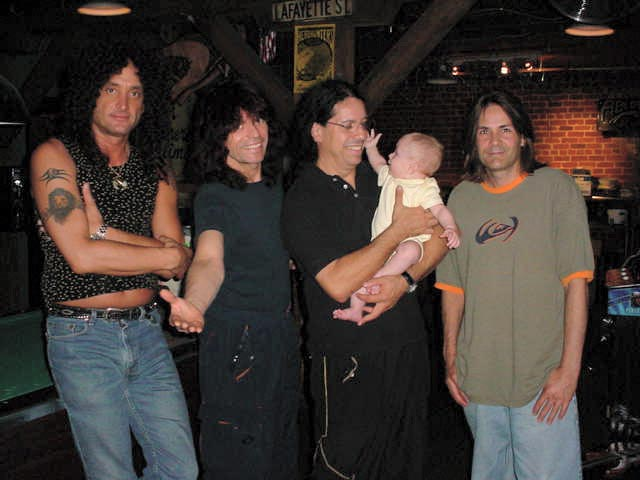
Frankie Banali, un bébé dans les bras, avec Quiet Riot en 2002.

## Discographie

### Avec Quiet Riot
- Metal Health (1983)
- Condition Critical (1984)
- QRIII  (1986)
- Quiet Riot IV  (1988)
- Terrified  (1993)
- Down to the Bone
- Alive and Well  (1999)
- Guilty Pleasures  (2001)
- Rehab (2006)
- 10 (2014)
- Road Rage (2018)
- Hollywood Cowboys (2019)

### Avec W.A.S.P.
- The Headless Children (1989)
- The Crimson Idol (1992)
- Still Not Black Enough (1995)
- Unholy Terror (2001) : 5 morceaux
- Dying for the World (2002)
- The Neon God - Part 1 : The Rise (2004)
- The Neon God - Part 2 : The Demise (2004)
- W.A.S.P. Re-Idolized (2018) : le morceau The Peace